# Valkeajärvi (sjö i Muonio, Lappland, Finland)
Valkeajärvi eller Valkiajärvi är en sjö i Finland. Den ligger i kommunen Muonio i landskapet Lappland, i den norra delen av landet, 800 km norr om huvudstaden Helsingfors. Valkeajärvi ligger 189,4 meter över havet. Arean är 1,19 kvadratkilometer och strandlinjen är 4,58 kilometer lång. Sjön  ingår i Torne älvs huvudavrinningsområde. 